# Death Row (Album)
Death Row ist das zehnte Studioalbum der deutschen Heavy-Metal-Band Accept. Es erschien am 1. Oktober 1994 bei RCA Records.

## Entstehung und Stil
Das Album wurde erstmals in den Roxx-Studios aufgenommen, wobei Schlagzeuger Stefan Kaufmann als Toningenieur fungierte. Auf Death Row spielte bereits Stefan Schwarzmann bei zwei Songs das Schlagzeug. Kaufmann musste die Band auf der folgenden Tour wegen eines Rückenleidens verlassen. Auf dem Album versuchte die Band einen härteren Kurs einzuschlagen als beim Vorgänger und verband die traditionellen Stilelemente mit einigen – zu dieser Zeit modernen – Anleihen aus dem extremeren Metal-Bereich.

## Rezeption
Death Row erreichte in Deutschland Platz 32. Jason Anderson von Allmusic.com vergab 1,5 von fünf Sternen. Er kritisierte Kaufmanns Produktion als „etwas schwach“ im Vergleich zum Vorgängeralbum Objection Overruled. Dem Songmaterial sei die Band im Studio nicht gerecht geworden. Alex Straka von Powermetal.de schrieb: „Death Row ist schlicht und ergreifend ein sehr gutes Accept-Album, das zwar nicht ganz an den Vorgänger Objection Overruled herankommt, aber dennoch die Stahlschmiede Accept mehr als würdig vertritt.“

## Titelliste
Alle Songs wurden von Accept & Deaffy geschrieben, außer Drifting Away (W. Hoffmann/P. Baltes) und Pomp and Circumstance (E. Elgar)
Sodom & Gomorra inkl. Sabre Dance (Khachaturian – 1:24 min.)
1. "Death Row" – 5:17
2. "Sodom & Gomorra" – 6:28
3. "The Beast Inside" – 5:57
4. "Dead on!" – 4:52
5. "Guns 'R' Us" – 4:41
6. "Like a Loaded Gun" – 4:19
7. "What Else" – 4:39
8. "Stone Evil" – 5:22
9. "Bad Habits Die Hard" – 4:41
10. "Prejudice" – 4:14
11. "Bad Religion" – 4:26
12. "Generation Clash II" – 5:05
13. "Writing on the Wall" – 4:25
14. "Drifting Apart" ("Drifting Away" auf manchen Ausgaben) – 3:03
15. "Pomp and Circumstance" – 3:44